# İncirli, Bozova
İncirli là một xã thuộc huyện Bozova, tỉnh Şanlıurfa, Thổ Nhĩ Kỳ. Dân số thời điểm năm 2011 là 550 người.